# Nit de Sant Joan (musical)
Nit de Sant Joan és una comèdia musical del grup Dagoll Dagom i música de Jaume Sisa. La seva estrena el 4 del març de 1981 al Teatre Romea de Barcelona va servir per inaugurar el Centre Dramàtic de la Generalitat, situat al mateix local, que dirigia llavors el crític i estudiós Xavier Fàbregas en la seva condició de Cap del Servei de Teatre i Cinematografia del Departament de Cultura i Mitjans de Comunicació. Aquella era la primera institució teatral oficial del nou govern català, encapçalat per Jordi Pujol. Després del gran èxit que va suposar Antaviana (1978), a partir de textos de Pere Calders i amb cançons de Jaume Sisa, Dagoll Dagom va afrontar el repte de tornar als escenaris amb una «revista o cabaret galàctic» musicada pel  compositor barceloní.
El tema unitari del muntatge és la nit del solstici d'estiu, la més curta de l'any, a la qual tradicionalment s'han associat qualitats fantàstiques i sobrenaturals. Aquest és l'«embolcall màgic» que agrupa una sèrie de cançons, històries i escenes amb el fil conductor d'un follet inspirat en el Puck shakespearià. El text és una creació col·lectiva a partir d'improvisacions. Tots els membres de la companyia, que funciona de manera assembleària, aporten les seves lectures, experiències i interessos artístics. En conseqüència, la peça recull un reguitzell d'influències. Cal destacar l'adaptació d'un conte de Miquel Obiols, El món a l'inrevés (1980) i les referències a L'últim vals (1919) de Joaquim Ruyra, però també el món de la ciència-ficció (Isaac Asimov, Stanislav Lem) i les revistes del Paral·lel.
El 5 d'octubre del mateix any, de la mà dels empresaris José Tamayo i Salvador Collado es va estrenar, amb el mateix equip, la versió espanyola al Teatro Bellas Artes de Madrid. La traducció la van firmar Jaime Gil de Biedma, que va adaptar les cançons, i Juan Marsé, que es va encarregar dels diàlegs.

## Argument
Després d'un pròleg musical en què s'introdueix el món màgic de les fogueres de Sant Joan i es presenta el Follet, al llarg de dues parts se succeeixen una sèrie d'escenes i històries amenitzades amb les tretze cançons de Sisa: la inversió dels papers assignats a casa de la Rita, adaptació del conte d'Obiols; l'enamorament de Daniel de la forma femenina del Follet, un ésser màgic que canvia de sexe i d'aparença; l'abducció de la Senyoreta González per part d'uns «marcianitos» que demanen el foc de la Terra; un gag musical d'una coca que no vol ser devorada; un llaç temporal que multiplica el Macari quan se li espatlla la «Isetta»; la mort de l'Avi recordant les revetlles del seu poble, escena inspirada en el text de Ruyra; la conversa d'un parell de «progres» que es resisteixen a celebrar la nit de Sant Joan; els records dels espectacles del Paral·lel del Gran Jordiet, inspirat en un personatge real, El gran Gilbert (pseudònim del figuerenc Joan Massó Gilbert). Finalment, tres números musicals clouen la màgia de la nit.

## Recepció
Tot i la freda rebuda del públic i la crítica de l'estrena al Romea, Nit de Sant Joan és un dels èxits més notables del teatre musical català. Amb aquest muntatge Dagoll Dagom recupera, revisa i modernitza el gènere de la revista, molt popular en l'escena barcelonina a la primera meitat del segle xx. A més, Nit de Sant Joan significa l'aposta definitiva pel llenguatge del musical com a mitjà per arribar al gran públic, fent un «teatre popular de qualitat». En paraules de Joan Lluís Bozzo, l'obra, després d'Antaviana, significa «el pas decisiu del teatre parlat al teatre musical; d'una obra de teatre amb cançons a una comèdia musical». Gràcies a l'obra, els membres de Dagoll Dagom, tot i la poca formació en dansa, música i cant es van convertir en actors de teatre musical, actors que canten, ballen i interpreten.
Malgrat uns inicis poc satisfactoris, l'espectacle va remuntar amb la gira per Catalunya, però sobretot amb l'estrena de la versió espanyola a Madrid, en la qual es va incorporar Sisa. Si bé les crítiques van ser poc entusiastes, centrades en la feblesa dramatúrgica del muntatge i el seu to tendre i nostàlgic, l'acollida del públic madrileny va ser excel·lent. Després d'aquesta estada, quan el muntatge va tornar a Barcelona el 4 de maig del 1982, gràcies al rodatge de l'obra, la companyia va assolir més de tres-centes funcions. El disc de vinil que es va enregistrar després de l'estrena va vendre més de 25.000 còpies; la versió en espanyol va assolir el primer lloc del rànquing dels 40 principales.
El 2009 la Societat General d'Autors i Editors va demanar a la companyia reprendre l'espectacle a fi d'inaugurar el nou teatre Artèria-Paral·lel. Carles Alberola va revisar, adaptar la dramatúrgia i dirigir el nou equip creatiu; va ser la primera vegada que un director extern a Dagoll Dagom en va capitanejar una producció. Per a l'ocasió es van actualitzar els arranjaments musicals, el vestuari, l'escenografia i el text, sempre fidels a l'esperit del muntatge original. La nova Nit de Sant Joan es va oferir a Barcelona per primer cop el 14 de setembre del 2010. Televisió de Catalunya va enregistrar el muntatge i el va emetre la nit de Sant Joan del 2014.

## Estrenes
- Nit de Sant Joan. Estrena: Teatre Romea, 4 de març de 1981. Direcció i producció: Dagoll Dagom. Música i cançons (menys la lletra de Nit de Sant Joan, de J. Ll. Bozzo): Jaume Sisa. Escenografia i figurins: Isidre Prunés i Montse Amenós. Coreografia: Agustí Ros. Repartiment (per ordre alfabètic): Ricard Arilla (Daniel, Andròmeda, Macari), Joan Lluís Bozzo (Follet, Adolescent, Astronauta, Macari, «Progre», Boy), Anna Briansó (Follet, Rita, Adolescent, Betelgeuse, Dona de la Coca, «Progre», Primavera), Anna Rosa Cisquella (Srta. González, Adolescent, Dona de la Coca, Follet, Girl), Montse Guallar (Mare, Follet, Adolescent, Quasar IV), Miguel Periel (Pare, Adolescent, Antares, Macari, Gran Jordiet, Estiu), Jaume Sisa (Narrador, Cantant Ye-Yé, Coca, Macari, Escombriaire, Boy), Berty Tovías (Avi, Follet, Macari, Boy). Rocky Muntanyola (Jordi Batiste) va substituir Jaume Sisa, que va patir un despreniment de retina, en la temporada al Romea. Versió espanyola: Jaime Gil de Biedma (cançons) i Juan Marsé (diàlegs). Gira per Catalunya, l'Estat Espanyol, Erlangen i Nàpols. Es va representar, tant en català com en espanyol, fins al desembre de 1982 després de 511 representacions i 178.000 espectadors.

- Nit de Sant Joan. Estrena: Teatre Municipal La Sala (Rubí), setembre de 2009. Adaptació i direcció: Carles Alberola. Escenografia i vestuari: Isidre Prunés i Montse Amenós. Coreografia: Jean Emile. Direcció musical: Xavier Torras i Xavier Lloses. Repartiment: Jofre Borràs (Avi, Noi, Andròmeda, Macari 1, corista), Pilar Capellades/ Laia Piró (Rita, Noia, Antares, Dona coca, Corista), Meritxell Duró (Mare, Noia, Betelgeuse, Progre, Follets 5 i 6, Corista, Primavera), Jordi Llordella (Pare, Noi, Follet 4, Progre, Macari 5, Gran Jordiet), Joan Olivé (Follet 2, Noi, Tacsar V, Coca, Macari 2, Corista, Estiu), Noelia Pérez (Follet 3, noia), Marc Pujol (Follet 1, Daniel, Astronauta, Macari 4), Anabel Totusaus (Senyoreta González, Noia, Dona coca, Corista).

- Noche de San Juan. Estrena: Cia. Luna de Teatro Teatro del Mercado, 21 de març de 2006. Producció: Último ensayo. Direcció: Félix Martín. Repartiment: Raquel Agudo, Maite Ranz, Esther Herrero, María Alonso, Marta Rodríguez, Virginia Martínez, Eloy Gil, Agustín Monllor, Patricia Muñoz, Carlota Callén, Jorge Usón, Harri Kailnato, Virginia Aznar, Blanca Dios.